# Anoka County
Anoka County is een county in de Amerikaanse staat Minnesota.
De county heeft een landoppervlakte van 1.097 km² en telt 298.084 inwoners (volkstelling 2000). De hoofdplaats is Anoka.

## Bevolkingsontwikkeling

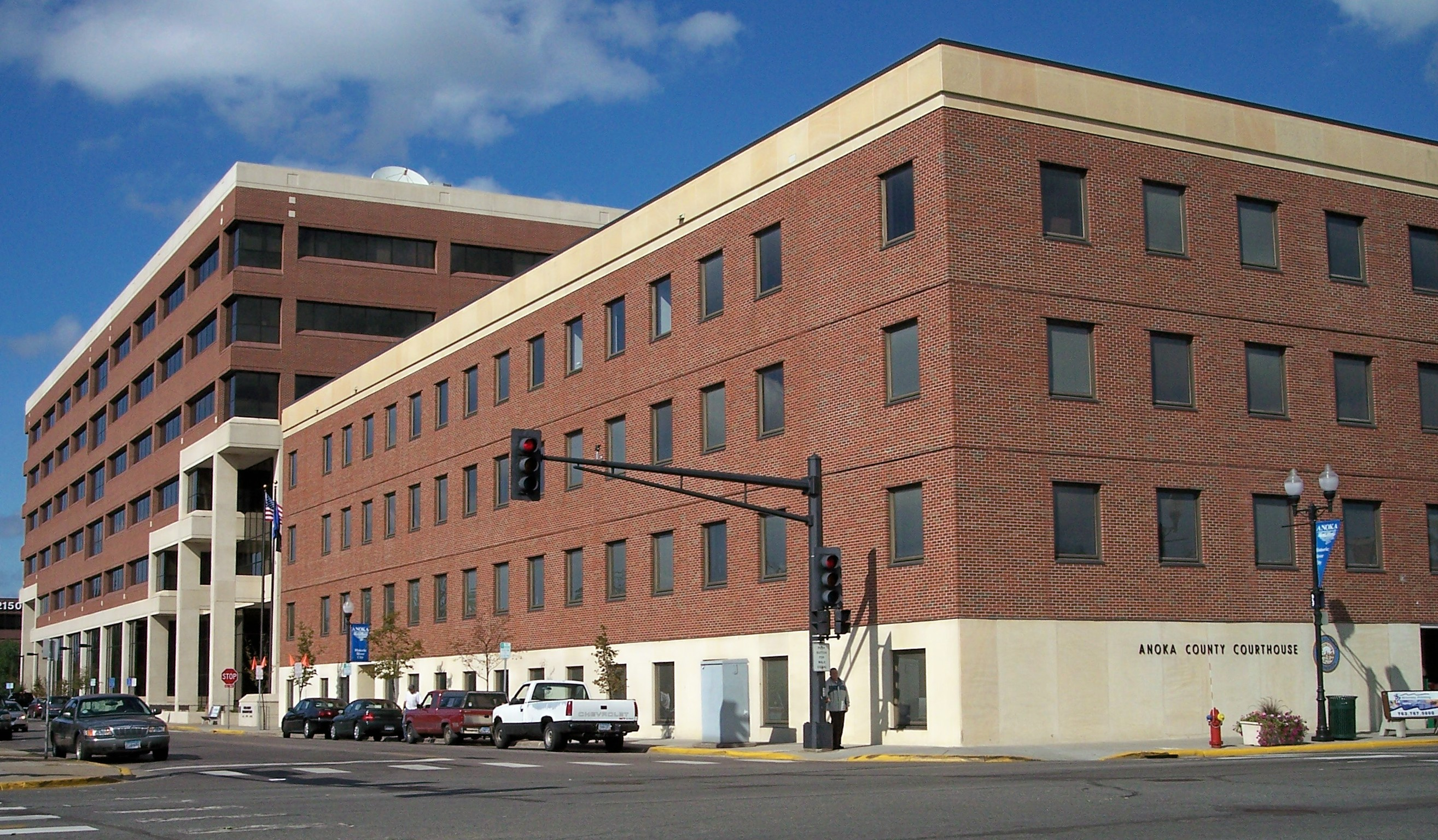
Anoka County Courthouse